# Украинский национальный костюм

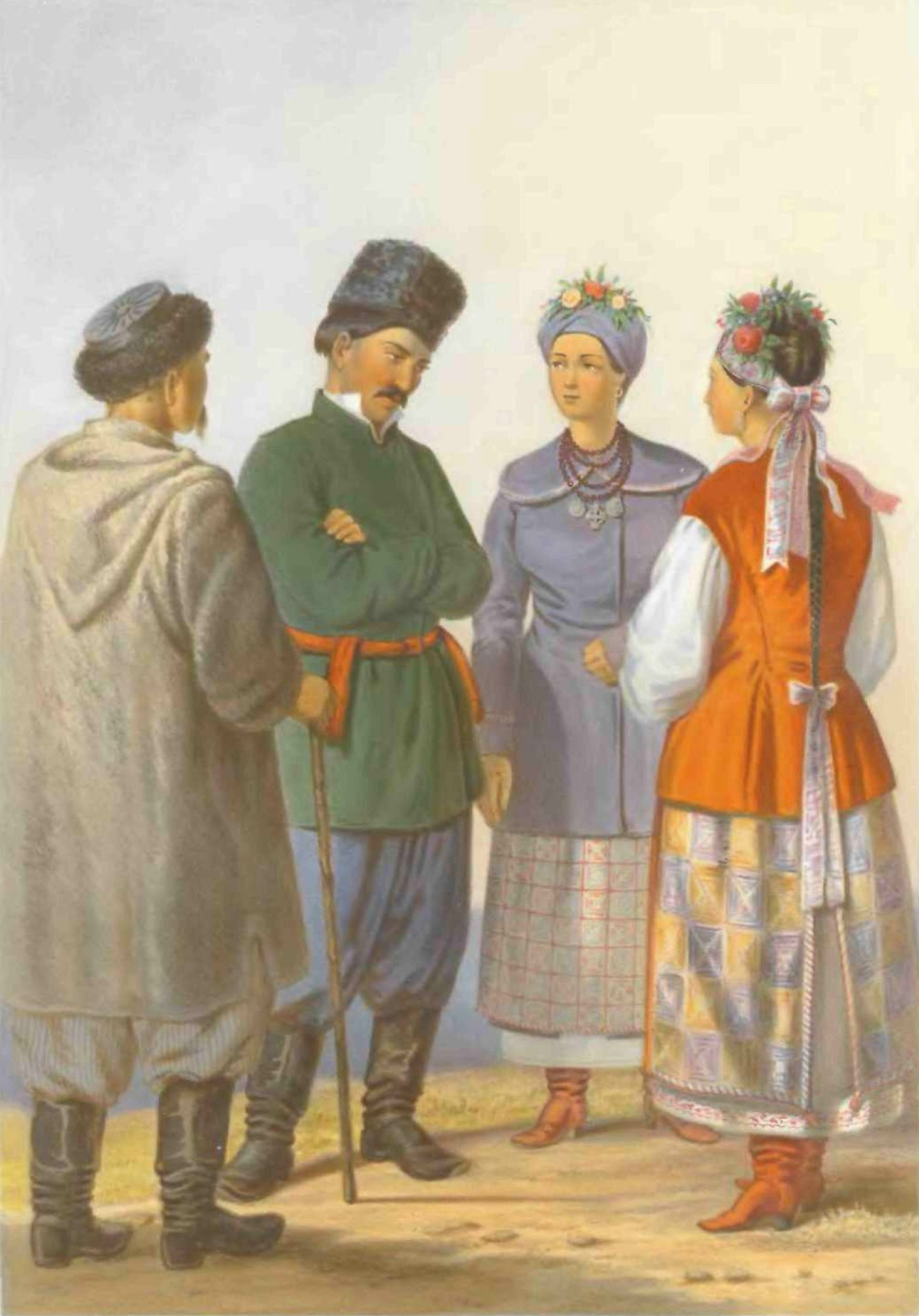
Украинцы, Густав-Теодор Паули, 1857

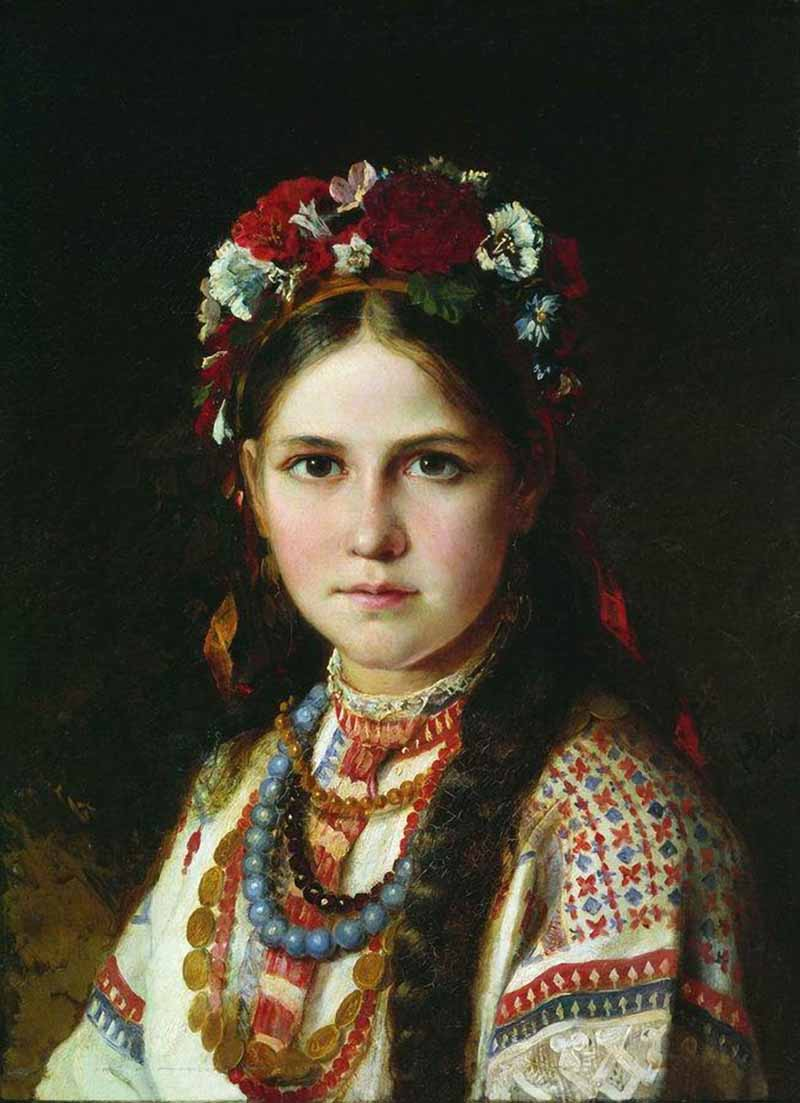
Девушка-украинка, Николай Рачков, вторая половина XIX века

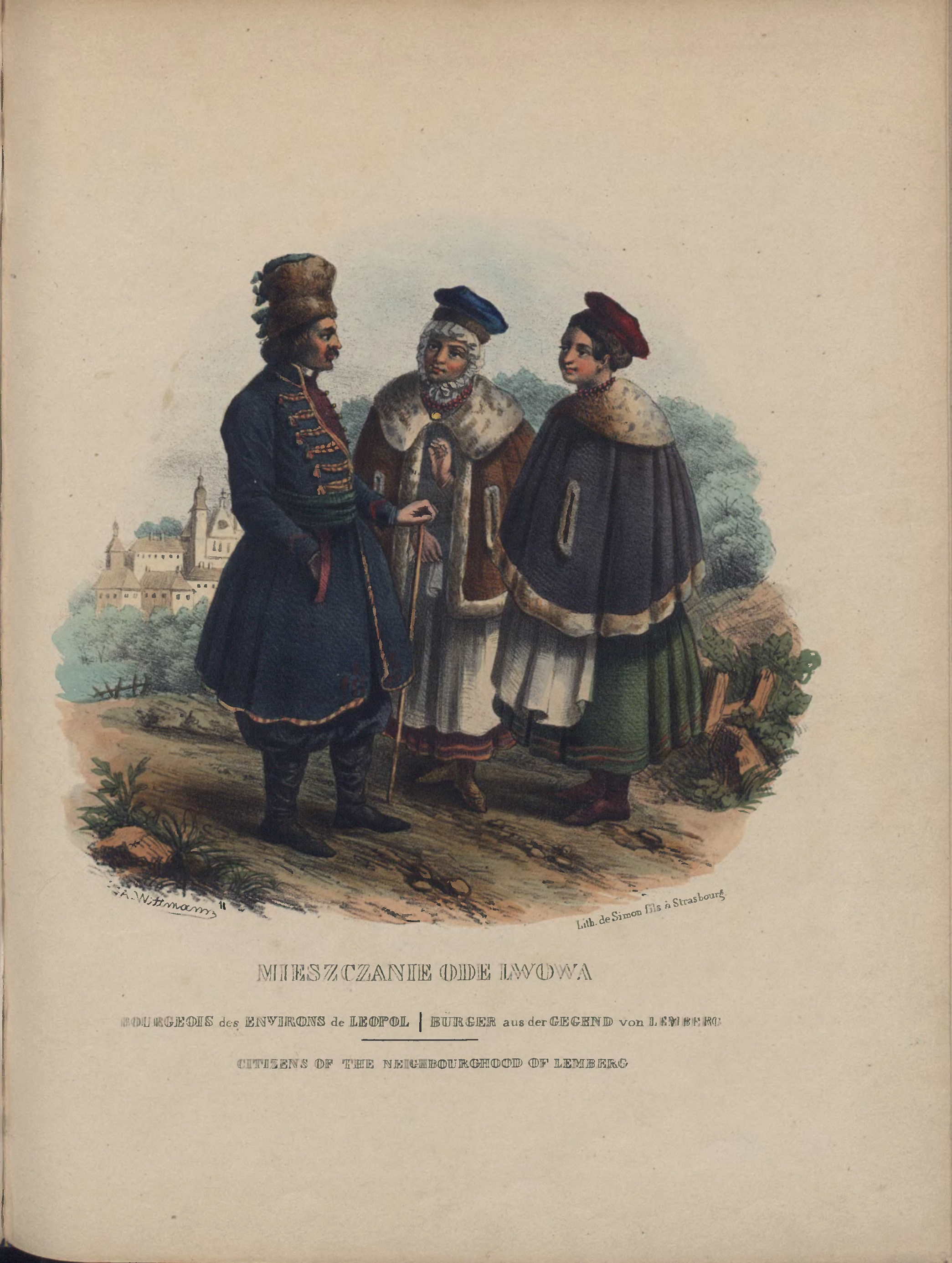
Львовские мещане в конце XVIII века, ранее 1841

Украинский национальный костюм (укр. українське національне вбрання) — костюм украинцев, используется с древних времён и до наших дней. Имеет заметные особенности в зависимости от конкретного региона, особенно в Карпатах. Подразделяется в зависимости от пола (мужской и женский), возраста (младенческий, детский, подростковый, предсвадебного периода, взрослый и старческий) и нарядности (повседневный, нарядный, для больших праздников и свадебный).
Народный украинский костюм, как мужской, так и женский, отличается большим разнообразием. Общими характерными его чертами являются простота форм, стройность силуэта, богатство отделки, насыщенный колорит. Главные предметы одежды — вышиванка (вышитая сорочка), пояс, венок.

## Мужской костюм
Традиционный мужской костюм украинцев имеет большое сходство с другими восточнославянскими — русским и белорусским. Основу мужской одежды составляют рубаха, шитая из конопляного или льняного полотна и суконные (шерстяные) штаны. Рубаха, надеваемая на тело, часто служит и верхней одеждой.
Отличительной особенностью мужской украинской рубахи является разрез спереди (пазушка), украшенный вышивкой. По конструкции ворота рубахи различаются — со стоячим, отложным воротником или без воротника. Вариант рубахи в этом случае собирают в сборку, её обшивают тесьмой или узкой полоской материи, таким образом получается низкий стоячий воротник, который украинцы пришивают к вороту рубахи не сверху, а снизу. Известен украинцам и широкий отложной воротник. Рубаху застегивают или завязывают у ворота с помощью пуговиц или тесёмок.

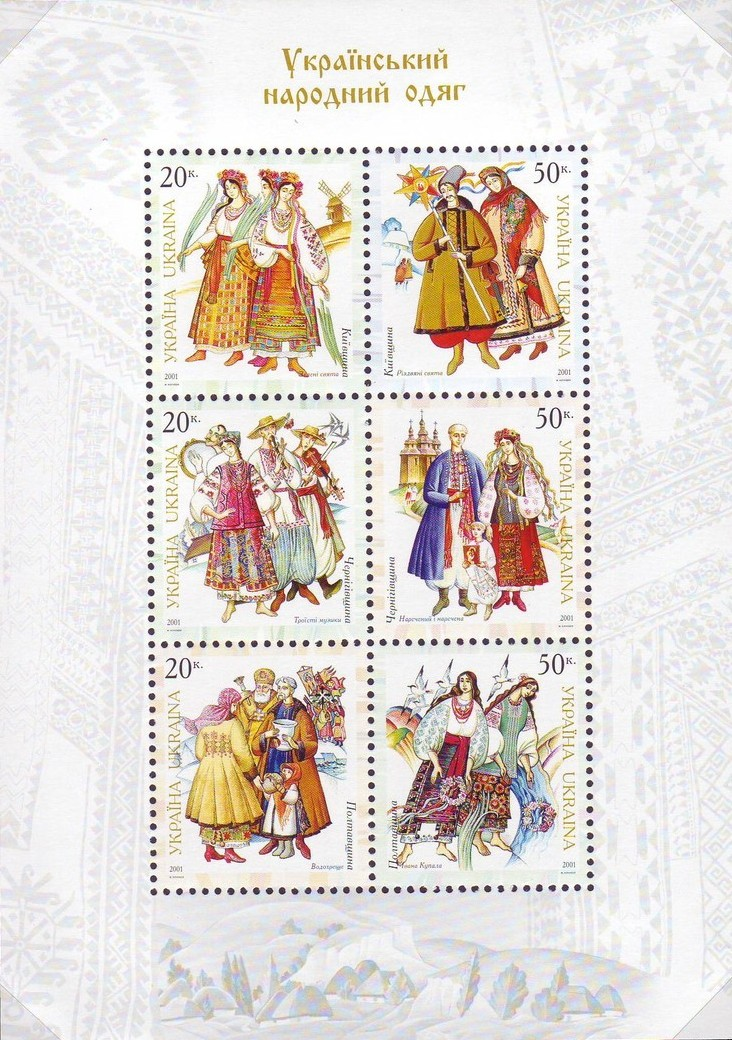
«Украинский народный костюм», почтовый блок Украины, 2001. Киевщина: зелёные святки, рождественские святки»; Черниговщина: троистые музыки, свадьба; Полтавщина: Крещение Господне, Иван Купала

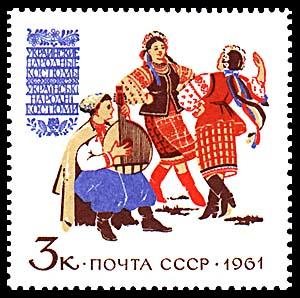
Почтовая марка 1961: Украинские народные костюмы (ЦФА (ИТЦ «Марка») #2523).

Украинские мужчины в большинстве регионов носят рубаху, заправляя подол её в штаны; в этом также просматривается отличие от способа ношения рубахи поверх штанов у русских и белорусов, что объясняется заимствованиями украинцев от восточных кочевых народов. В покрое рубахи у всех восточнославянских народов были известны вставки под мышками из трех- четырёхугольных кусков ткани. Однако донские казаки считали отсутствие ластовиц признаком отличия от «мужиков», то есть от крестьян, которым казаки всегда противопоставляли себя. На плечах украинские рубахи имели нашивки, напоминающие погоны или вышитые вставки — «уставки».
Штаны (укр. штани, гачi, споднi, шаровари, холошi, ногавки, портки, убрання, портяницi) украинцы закрепляли на теле с помощью шнурка или ремня (укр. очкур, гачник), — его украинцы носили с пряжкой. Украинские штаны, особенно штаны казаков, отличались очень большой шириной. Между штанинками (холоша, ногавиця) вшивалась матня. Она изготовлялась из прямоугольных кусков материи с подшитым внизу параллелограммом, таким образом образовывалось подобие мешка. Штаны шились из холста или сукна. Украинские гуцулы украшали с изнанки вышивкой нижний край красных суконных штанов; вышивали светло-жёлтыми и зелёными шерстяными нитками, вышитые концы штанин всегда отгибали наверх.

## Женский костюм
Женский традиционный костюм украинцев имеет множество локальных вариантов. Этнографические особенности историко-культурных районов Украины в одежде проявились в силуэте, крое, отдельных частях одежды, способах её ношения, цветовом декоре, украшениях. Архаичные элементы одежды более всего сохранялись в Полесье; классической украинской считается одежда Среднего Приднепровья; в южных регионах Украины наблюдалось взаимовлияние традиционной одежды различных народов; в костюме населения Подолья заметно этнокультурное взаимодействие украинцев с молдаванами, а в северо-западных — с поляками; своими особенностями характеризовалась и одежда украинских горцев. Женщины носят длинные юбки, рубахи и венки.
Вместе с тем, традиционная одежда украинцев обладает своей этничностью, сложившейся на общеславянской основе в XVI—XVIII вв. Наиболее типичный комплекс традиционного украинского костюма бытовал в Среднем Поднепровье, частично захватывая районы Полесья, Слобожанщины и Подолья. Верхняя одежда мужчин и женщин была сходна по покрою. Одно из этнографических описаний останавливается на их характеристике:

верхним платьем как для мужчин, так и для женщин служили узкие, совершенно прямые, уродливо обтягивавшие тело, кожухи и свиты, с очень узкими стоячими воротниками, не закрывавшими даже шеи. Свита делалась из самого толстого, самодельного сукна: у женщин — всегда белого, у мужчин — серого, чёрного цвета, а кожухи — из недублёных овчин. Кожухи и свиты, смотря по надобности, делались разной длины, и самые длинные из них были несколько ниже колен. К дорожным свитам, надевавшимся на кожухи, назади пришивались мешки, служившие во время холода или непогоды вместо башлыков.

Основу украинского женского костюма составляет рубашка — кошуля, сорочка. Она длиннее мужской и состоит из двух частей — нижняя часть (укр. підтичка) шьётся из более грубой материи. Рубахи украинских горцев-бойков и лемков кроились из двух частей и надевались отдельно. Встречаются у украинцев и цельные рубахи (укр. додільнi) — именно они считаются у женщин нарядными и праздничными.

Только малороссиянки да парижанки умеют одеваться со вкусом! Вы не поверите, как обворожительно одеваются дивчата, парубки тоже ловко: … это действительно народный, удобный и грациозный костюм, несмотря на огромные сапожищи. А какие дукаты, монисты!! Головные повязки, цветы!! А какие лица!!! А какая речь!!! Просто прелесть, прелесть и прелесть!!!— Илья Репин